# Александровка (Монастырщинский район)
Алекса́ндровка — деревня в Монастырщинском районе Смоленской области России. Входит в состав Гоголевского сельского поселения. Население — 5 жителей (2007 год). 
Расположена в западной части области в 4 км к югу от Монастырщины, в 43 км западнее автодороги А141 Орёл — Витебск, на берегу реки Железняк. В 50 км восточнее деревни расположена железнодорожная станция Васьково на линии Смоленск — Рославль.

## История
В годы Великой Отечественной войны деревня была оккупирована гитлеровскими войсками в июле 1941 года, освобождена в сентябре 1943 года.